# Chibuto
Chibuto és un municipi de Moçambic, situat a la província de Gaza. En 2007 comptava amb una població de 63.184 habitants. Capital del districte de Chibuto, es troba a uns 200 kilòmetres de Maputo i té l'aeroport de Chibuto.

## Consell Municipal
El primer president del Consell Municipal de Chibuto fou Francisco Barage Muchanga, elegit en 1998, succeït en 2003 per Francisco Chigongue i després per Francisco Mandlate, elegit pel càrrec en 2008. Els tres presidents eren membres del Frelimo.

## Demografia
| Any  | Població |
| ---- | -------- |
| 1997 | 47.963   |
| 2008 | 57.281   |